# Peter vagyok, tudok egy viccet (Family Guy)
A Peter vagyok, tudok egy viccet (angolul I Am Peter, Hear Me Roar, további ismert magyar címe: Peter vagyok, halljátok a hangom) a Family Guy második évadjának a nyolcadik része. Összességében ez a tizenötödik rész. Az epizódot először az amerikai FOX csatorna mutatott be 1999. március 28-án, a hetedik epizóddal egy napon. Magyarországon a Comedy Central mutatta be 2008. október 29-én.
|  | Alább a cselekmény részletei következnek! |

## Cselekmény
Peter és a szomszédjai egy reklám levelet találnak a postaládájukban, mely szerint kapnak egy hajót, ha megnéznek egy prezentációt. Az előadás utáni erősen nyomulós személyes konzultáción Peter végül elcseréli a hajót egy titok dobozra, amelyben két jegyet találnak egy kabaréra. Az előadáson Peter alaposan lerészegedik, beszól az előadónak, aki átengedi a helyét a színpadon. Rövidke kis előadása előtt, melyben végig a közönséget gyalázza, fejjel lefelé a zsebébe tesz egy sörösüveget, mely kifolyik a zsebében. A közönség azt hiszi, hogy bevizelt, és ezen jót nevet, a részeg Peter meg úgy értelmezi, hogy tetszik nekik az előadása.
Peter felbuzdulva a vélt sikerén, szexista viccet mesél munkahelyén a Kockafej Játékgyárban, mellyel kolléganőjénél, Sarah Bennetnél kimeríti a szexuális zaklatás tényállását. Sarah ügyvédnője, Gloria Domina felajánlja, hogy ejtik a vádakat, ha Peter elmegy egy munkahelyi érzékenységi tréningre. A tréning hatástalan, így egy női lelkigyakorlatra kell mennie. A gyakorlat alatt továbbra is érzéketlennek megjegyzéseket tesz, míg nem megtapasztalja azt a fájdalmat, amivel a nők szülés során találkoznak, mikor is egy fáról leesve az alsóajka a fejére szorul.
Két hét múlva hazatérve, erősen feminin módon viselkedik, melyre Chris meg is jegyzi, hogy „Bazz, a fater bebuzult”. Először Loisnak tetszik Peter érzékeny természete, de hamarosan belefárad. (Peter több időt a tükör előtt, terhességi tesztet csinál, leszidja Loist, mert vacsorát csinál a férjének, mellvizsgálatot tart, amikor Lois a testéről beszél, sőt megpróbálja szoptatni Stewie-t, amikor Lois nem figyel.) Lois kétségbeesésében Peter barátaitól próbál segítséget kérni. Quagmire-hez megy, akinek elpanaszolja, hogy Peter nem kezeli nőként. Barátai hiába próbálják visszazökkenteni őt a régi kerékvágásba. Cleveland elviszi egy fekete felvonulásra, ahol Peter nyilvánosan bejelenti, hogy miattuk van bűnözés és erőszak, és ők teszik tönkre a társadalmat. Petert megkergetik, mert a kijelentései miatt rasszistának hiszik.
A női akció koalíció adományozó estjén Gloria azt mondja Loisnak, hogy az életvitele miatt nem tisztelte Peter a nőket. Erre Lois emlékezteti őt, hogy ő feminista, de a feminizmus a választásról szól, és ő döntött úgy, hogy ő anya és feleség lesz. Gloria azt találja mondani a gyerekeiről, hogy biztos elfuserált kölykök. Ezen a két nő összeverekszik, mely során letépik egymásról a ruhákat. A látványtól felizgulva Peter hazasiet Loisszal, hogy szerelmeskedjenek. Amikor befejezik, Lois áradozik, hogy milyen jó volt. A hangjától összerezzen Peter, aki már el is felejtette, hogy ő is ott van a szobában. Megkéri Loist, hogy csináljon egy szendvicset, amely megnyugtatja Loist, hogy visszatért férje normális énje.

## Külső hivatkozások
- Peter vagyok, tudok egy viccet az Internet Movie Database-ben (angolul)
- Peter vagyok, tudok egy viccet a Rotten Tomatoeson (angolul)
- Peter vagyok, tudok egy viccet a Box Office Mojón (angolul)